# Balaton-átúszás
Az 1983 óta hagyományossá vált 5,2 km-es Balaton-átúszás évente ismétlődő nyári sportesemény, amelyet július első szombatján rendeznek meg (2010-ig július utolsó szombatja volt a kitűzött időpont).  Kedvezőtlen időjárás esetén az eseményt elhalasztják. A versenyre jelentkezők a Balaton Révfülöp és Balatonboglár közé eső, 5,2 km-es szakaszának átúszására vállalkoznak. A távot a két part között a versenyzők átlagosan három óra alatt, a leggyorsabbak egy óra körül teszik meg.

## A Balaton-átúszások története

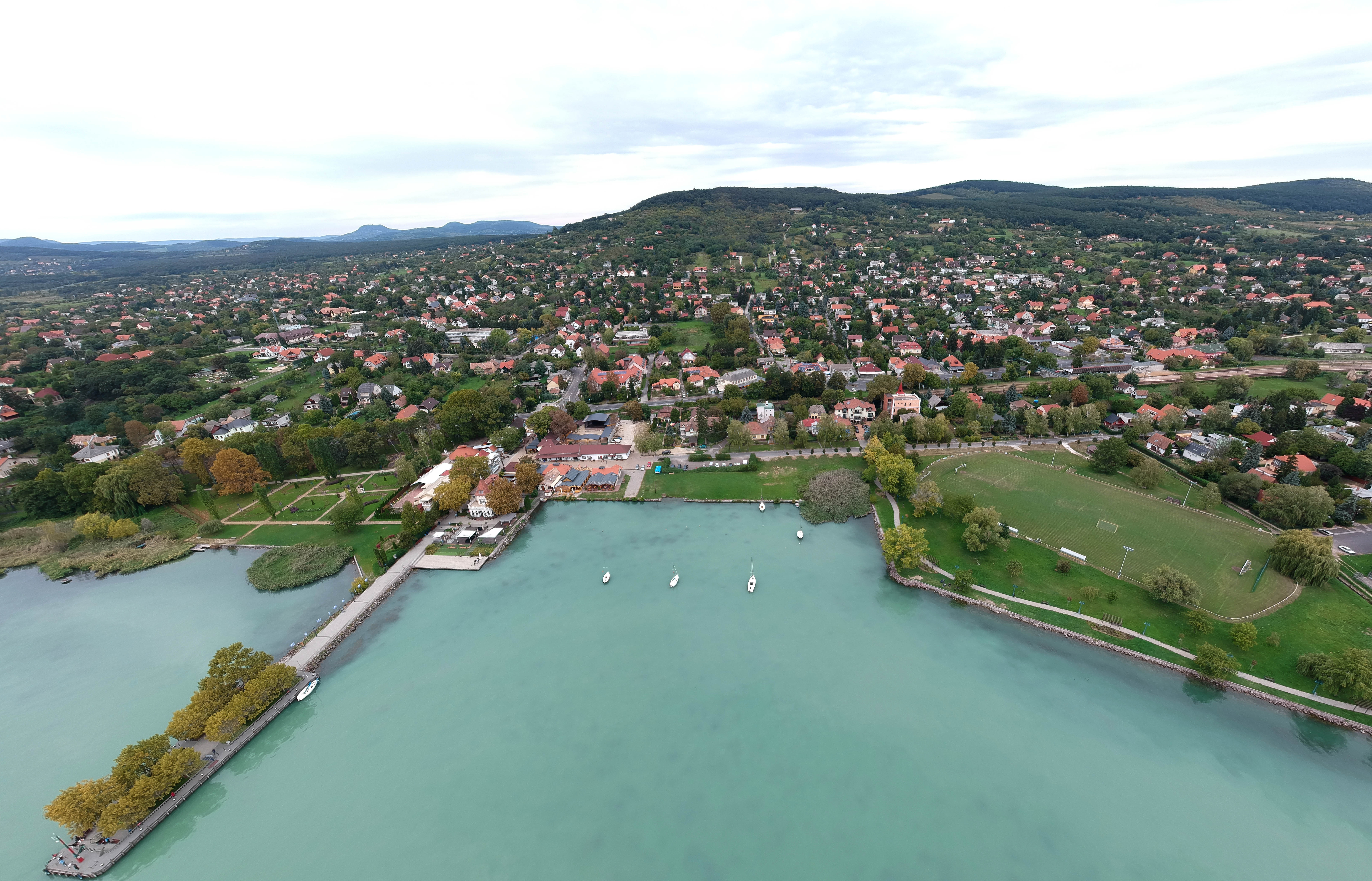
A Balaton-átúszás hagyományos rajthelye a révfülöpi kikötő, a mellette lévő labdarúgópályánál kezdik meg öt kilométeres távjukat az úszók

A középkorban az úszás a tiltott (sport)tevékenységek közé tartozott, és csak a felvilágosodás idején kezdett elfogadottá válni. Wesselényi Miklós, az „árvízi hajós” 1835-ben nagy feltűnést keltve átúszta a tihanyi öblöt. A modern polgári úszósport a 19. század vége felé született meg. Magyarországon ehhez legnagyobb mértékben Szekrényessy Kálmán járult hozzá, aki 1875-ben a dán szigetek között, 1876-ban a Boszporuszon Európából Ázsiába, 1877-ben a Szuezi-öbölben Ázsiából Afrikába úszott, és aki 1880. augusztus 29-én, elsőként úszta át a Balaton Siófok és Balatonfüred közé eső szakaszát. A 14 km-es távot Szekrényessy 6 óra 40 perc alatt teljesítette. Ezt tekintjük a magyar úszósport születésnapjának. Ő alapította meg 1882-ben az első, kifejezetten sporttal foglalkozó lapot, a Sportot, és 1888. november 16-án az ő Teréz körúti lakásán alakult meg a maradi tornarendszert felváltó új sportegyesület, a Magyar Testgyakorlók Köre (MTK). Szobra Siófokon áll, a profi Balaton-átúszás eredményhirdetését a szobor előterében tartják.

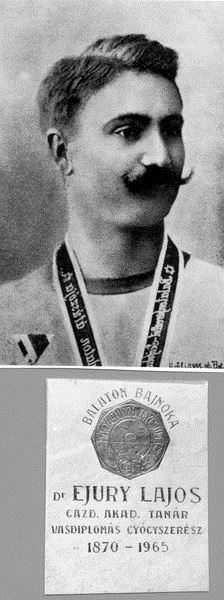
Dr.Ejury Lajos a Balaton bajnoka

Az első Balaton-átúszás, amely később Öbölátúszás néven vált ismertté, nagy hatással volt az úszásra mint sportágra. Már a következő évben megrendezték az első hazai nemzetközi úszóversenyt, a Duna Vác és Pest közé eső szakaszán, melynek első helyezettje a magyarok között ugyancsak Szekrényessy lett. Ő ezt követően még négy alkalommal úszta át a tavat, amit 16 éven át többszöri próbálkozás ellenére sem sikerült senkinek megismételni. A Balaton második átúszója 1896-ban Balatony Károly (1902-ig Gräfl) volt. Az első, 1897. évi Balaton-átúszó verseny győztese, a Balatonfüred és Siófok közötti távon Ejury Lajos kémiatanár volt.
A 20. század első éveiben a vállalkozók csekély száma miatt a rendezők a versenytáv csökkentése mellett döntöttek, így 14-ről 13, majd 7, később pedig 5 kilométerre szállították le a pályaszakasz hosszát. Az első világháborút követő kihagyás után a Horthy-korszak ún. bethleni konszolidációja alatt nyílt lehetőség a verseny újbóli megrendezésére, immár ismét a klasszikus Siófok–Balatonfüred közötti szakaszon, amelyet Szekrényessy Kálmán emlékverseny néven 1948 és 1967 között minden évben megrendeztek. Az 1982-ben is megrendezett versenyen Sáthy István, az FTC úszója 2 óra 52 perc 49 mp-es eredménnyel győzött a Füred és Siófok közötti 14 kilométeres távon. Ez az emlékverseny a legnagyobb múlttal rendelkező magyar úszóverseny és egyben Európa legnagyobb nyíltvízi úszóbajnoksága, melynek hagyományát éppen ezért ápolni kellene. Legutóbb 1997-ben rendezték meg, a siófoki Szekrényessy Kálmán-szobor avatásakor.
A Siófok és Füred közötti táv azonban hosszúsága miatt nem volt alkalmas amatőr sportolók, széles néptömegek bevonására.

### Révfülöp–Boglárlelle pályaszakasz
A Balaton nyugati medencéjében az északi és déli part közötti tóátúszás, a Révfülöpöt és Balatonboglárt elválasztó 5200 méter hosszú pályaszakaszon, a Kádár-korszak végén alakult igazi tömegsportrendezvénnyé. A verseny egyik fő ötletadója a KISZ Központi Bizottsága, valamint a Szakszervezetek Országos Tanácsa volt, de az 1983-ban létrehívott esemény szervezésében több állami társszervezet is közreműködött. Az első rajtnál 2500 úszó jelent meg a révfülöpi hajóállomás mólójánál. A „Balaton-átúszás” ezen a távon, a tó két partja között a mai napig létező, nagy népszerűségnek örvendő tömegsportesemény. Az átúszások történetének első tragédiája 2004-ben történt, amikor egy negyvennégy éves herendi orvos úszás közben rosszul lett és kórházba szállítás közben meghalt. A 30., jubileumi átúszásra 2012. július 7-én került sor, 1987-ben, 1993-ban, 2005-ben és 2010-ben viszont elmaradt az átúszás.
A Balaton-átúszások történetét Szekrényessy Attila történész 2005-ben megjelent „A Balaton-átúszások története” című tudományos igényű monográfiája dolgozta fel.
Egy órán belül kerülni először Papp Márk nyíltvízi úszónak sikerült, 2016-ban, ideje 58 perc 33 mp volt. Ugyanezen a versenyen Risztov Éva olimpiai bajnok ideje 1:00.58 volt a nők között. Papp Márk 2018-ban megkísérelte megdönteni a saját Balaton-átúszás csúcsát. Habár újra nyerni tudott, az újabb győztes ideje gyengébb lett: 1:00:26. 2019-ben Papp Márk két másik úszóval, Rasovszky Kristóffal és Székelyi Dániellel, végig együtt úszva 1 óra 1 perc alatt ért célba. 2020-ban a  „balatoni cápa” Rasovszky 57 perc alatt teljesítette a távot, ezzel új rekordot állítva fel. A női mezőnyben pedig Olasz Anna hosszútávúszó végzett az első helyen. Ezen a versenyen kiírták a Balaton-átúszás féltávját is, amely a balatonboglári Platán strandról indult, majd 1300 méter után a mezőny visszafordult és azonos pályán úszott a célba a Révfülöpről átúszókkal megegyezően.

## A verseny menete
Az átúszás kiindulópontja a révfülöpi kikötő mellett, közvetlenül a tóparton lévő labdarúgópálya, célpontja pedig a balatonboglári Platán strand. A versenyzők rádiófrekvenciás csuklópántot kapnak, az időmérés ennek leolvasásával történik. A rajtidőszak általában fél 8-tól 12 óráig tart. A verseny résztvevőinek rendelkezniük kell orvosi alkalmassági véleménnyel. Ezt az internetes regisztrációt követően kinyomtatott nevezési lapon a háziorvos is kitöltheti, de a rendezvény helyszínén is részt lehet venni orvosi vizsgálaton. A verseny során 150-180 vitorláshajó biztosítja az útvonalat, és három egészségügyi hajó is van. A csomagokat és a résztvevőket a két part között hajókkal szállítják.
A Balatont átúszó versenyzők eredményeit online tekinthetik meg az érdeklődők a balatonatuszas.futanet.hu weboldalon.

## Statisztika a 30. jubileumi (2012-es) átúszásról
Indulók száma: 10 187 fő
Férfi: 67,28%
Nő: 27,22%
Külföldi: 216
Külföldi országok száma: 26
Legidősebb nő: Csabalik Gyuláné, 1934
Legidősebb férfi: Tóth Tibor, 1930
Legfiatalabb nő: Geier Veronika, 2004
Legfiatalabb férfi: Mohácsi Richárd Norbert, 2004
Legjobb női idő: Ferenczi Fanni, 01:10:36
Legjobb férfi idő: Kutasi Gergely, 01:02:29
Átlagos úszott idő: 2:41:23
Feladta: 2,3%

## 2017
A 35. Lidl Balaton-átúszáson 8277-en vettek részt 2017. július 9-én, többszöri halasztás után.

## Statisztika a 2018-as átúszásról
Indulók száma: 7 309 fő
Férfi: 66,3%
Nő: 33,7%
Külföldi: 33,7%
Külföldi országok száma: 26
Legidősebb nő: Kertész Zsuzsanna, 81 éves
Legidősebb férfi: Bucsányi Elemér, 83 éves
Legfiatalabb nő: Káldy Zsófia, 8 éves
Legfiatalabb férfi: Vitéz-Kiss Bátor, 7 éves
Legjobb női idő: Fernanda Armenta, 1:17:48
Legjobb férfi idő: Papp Márk, 1:00:26
Átlagos úszott idő: 2:56:51
Feladta: 2,7%

## Képek

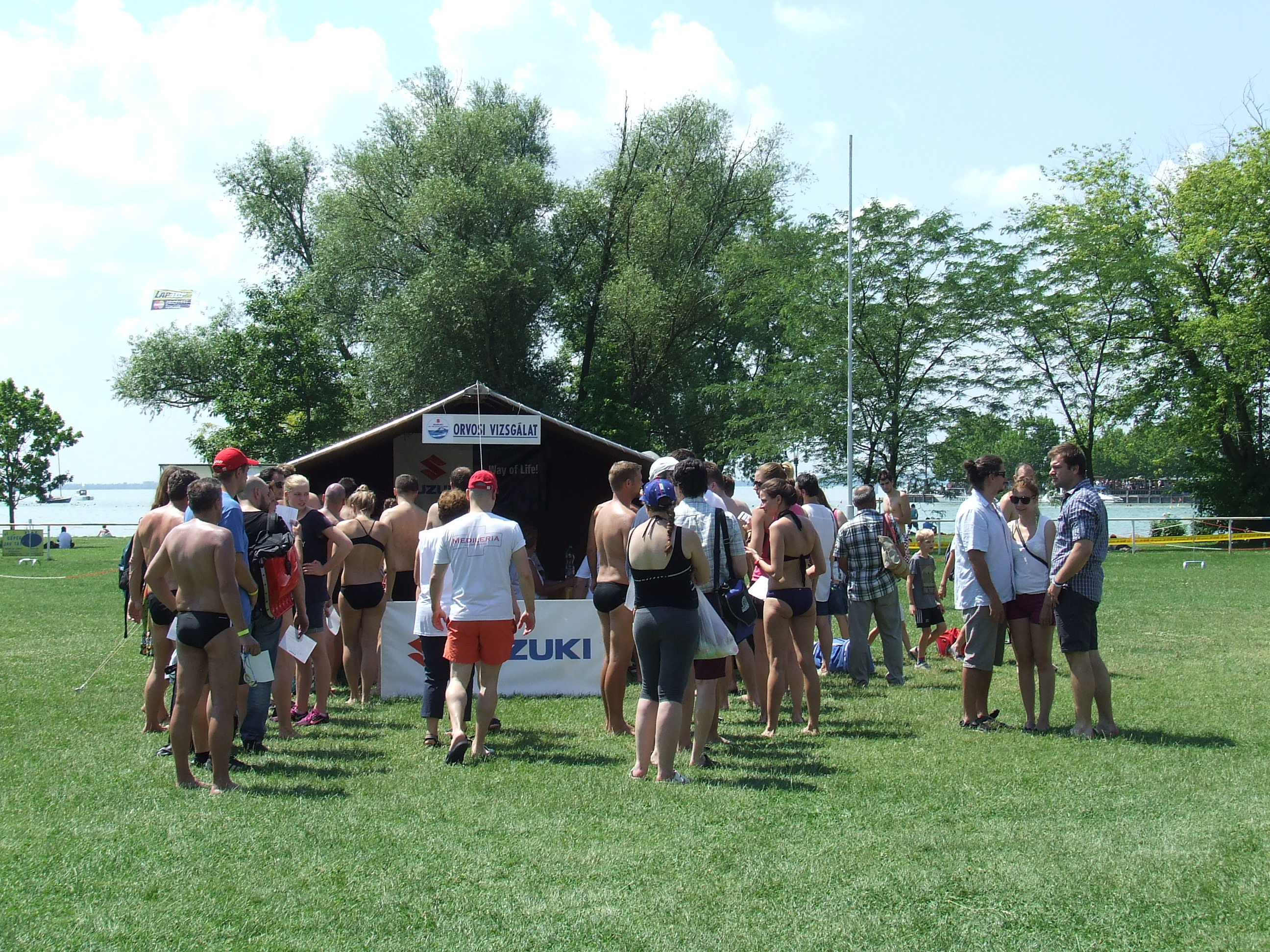
Orvosi vizsgálat a révfülöpi labdarúgópályán felállított sátornál
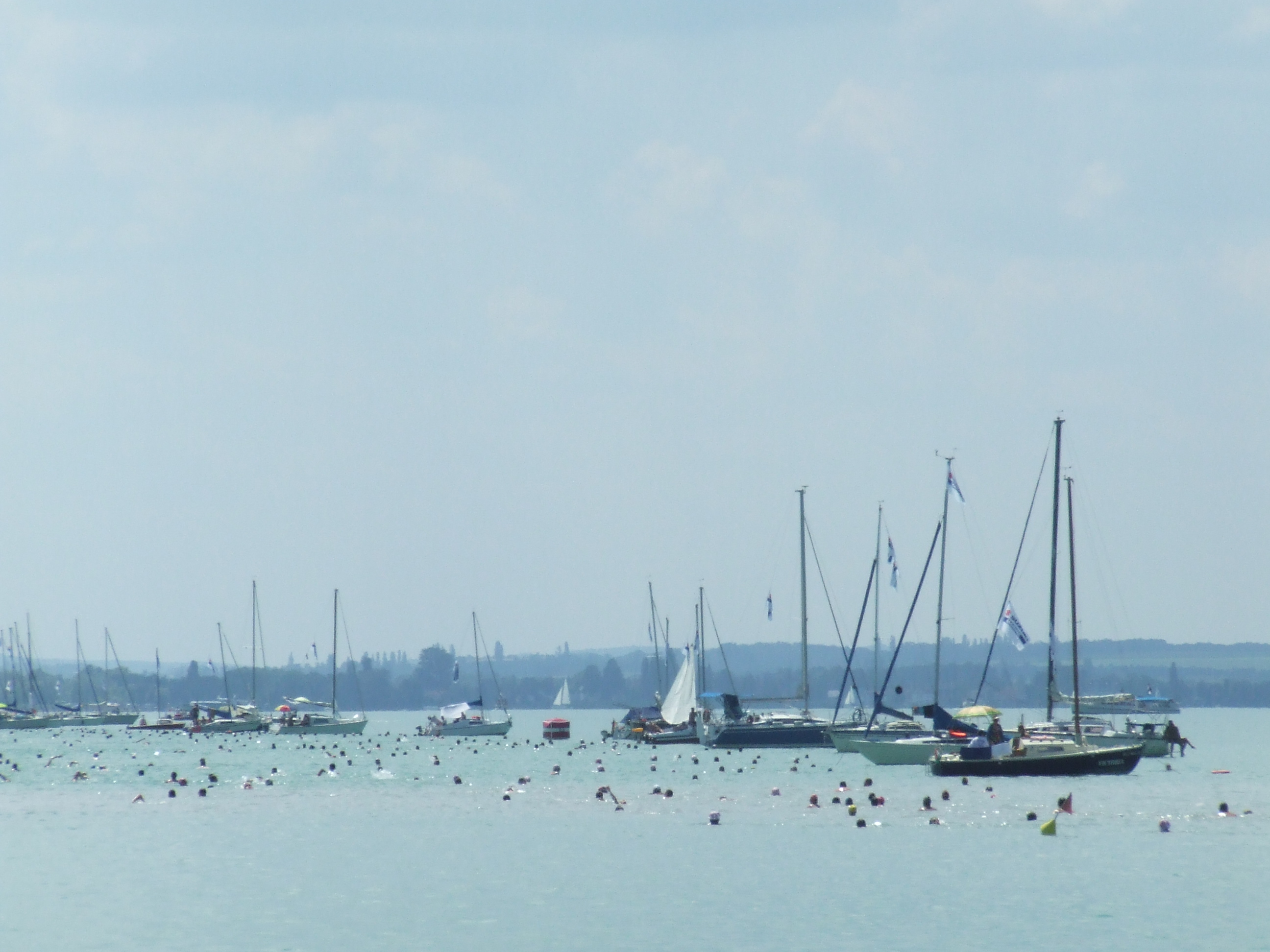
A tóátúszók látványa Révfülöpről
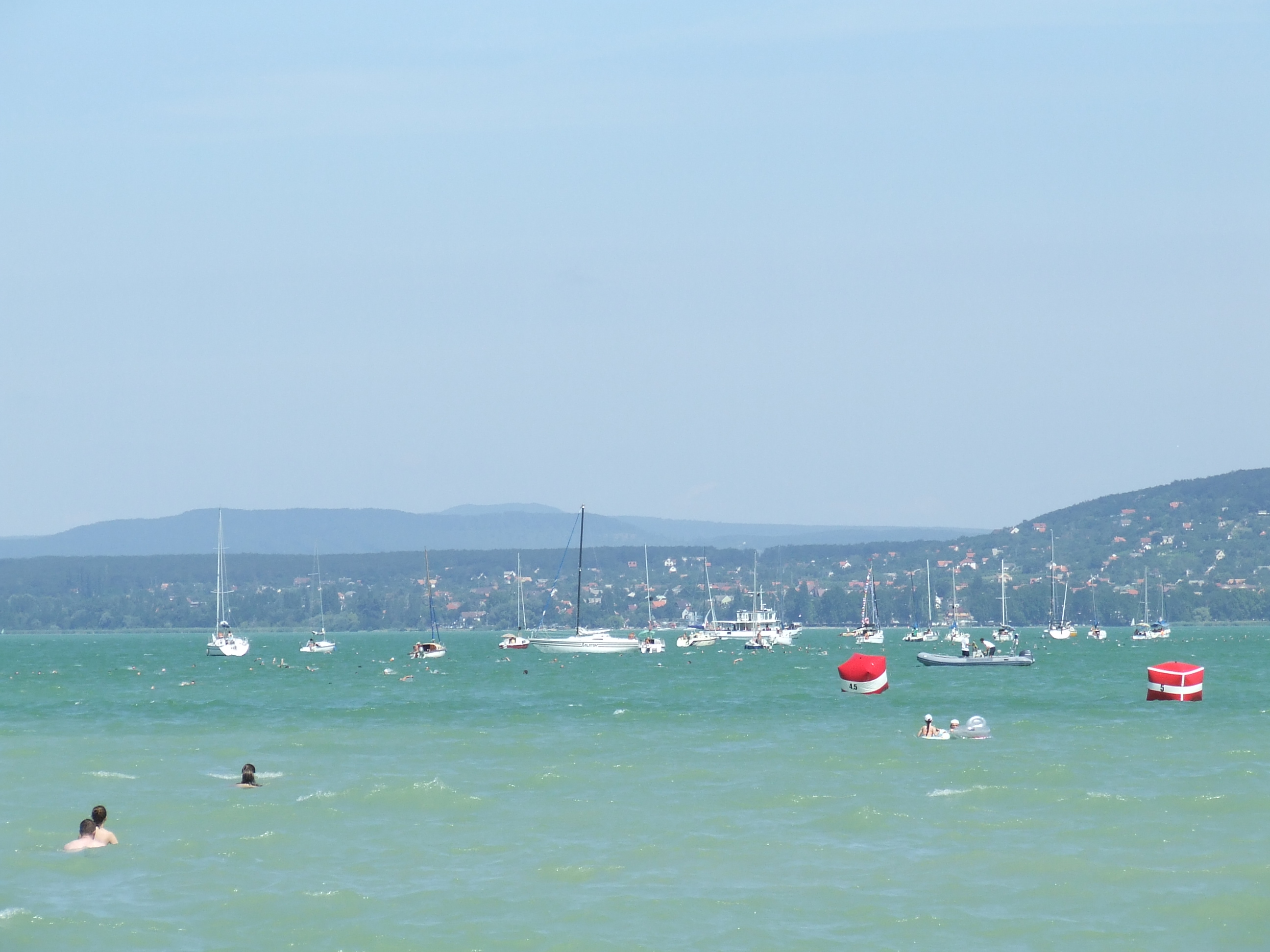
Az átúszás Balatonboglár felől
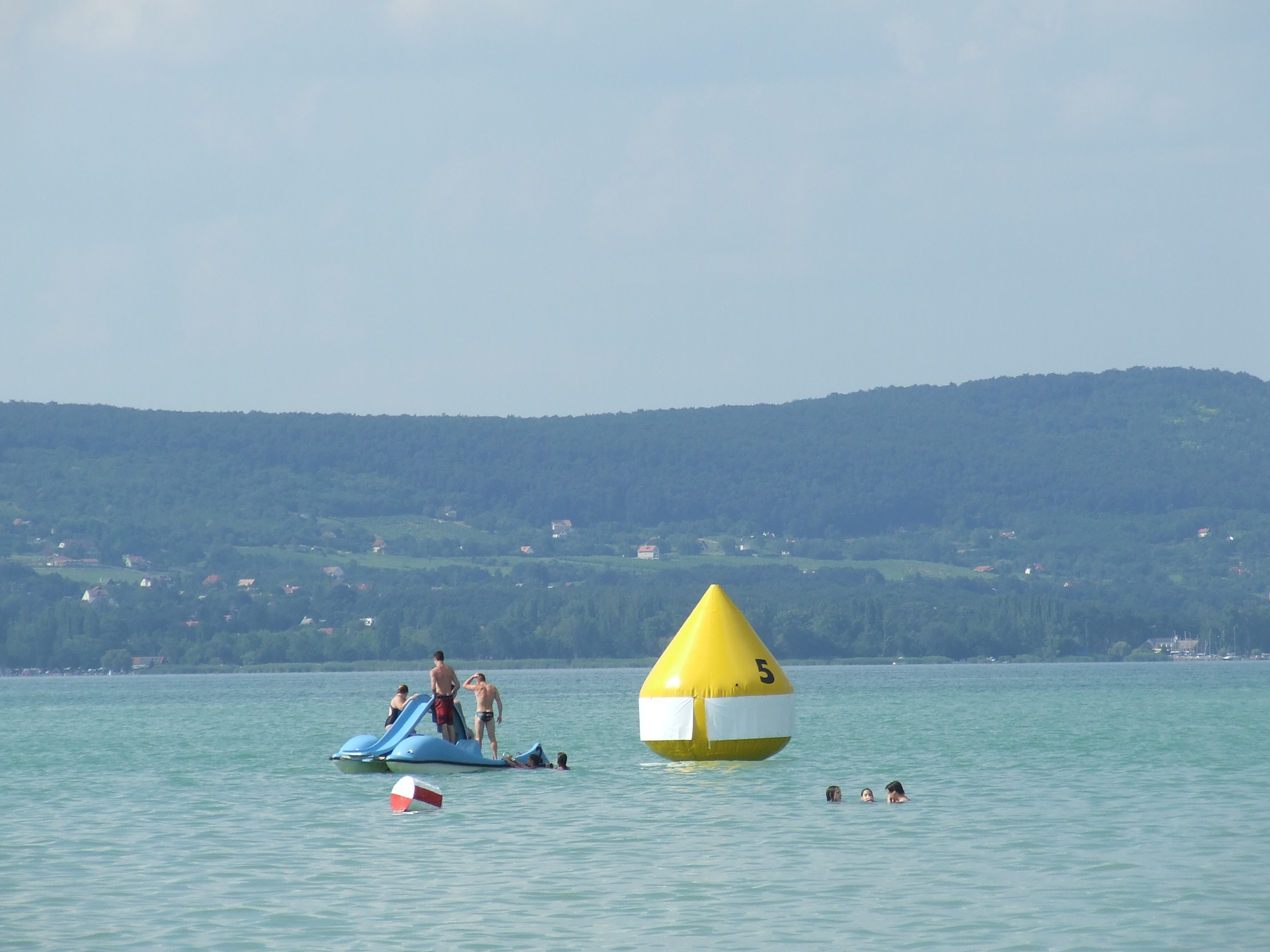
Strandolók az 5 km-es bójánál
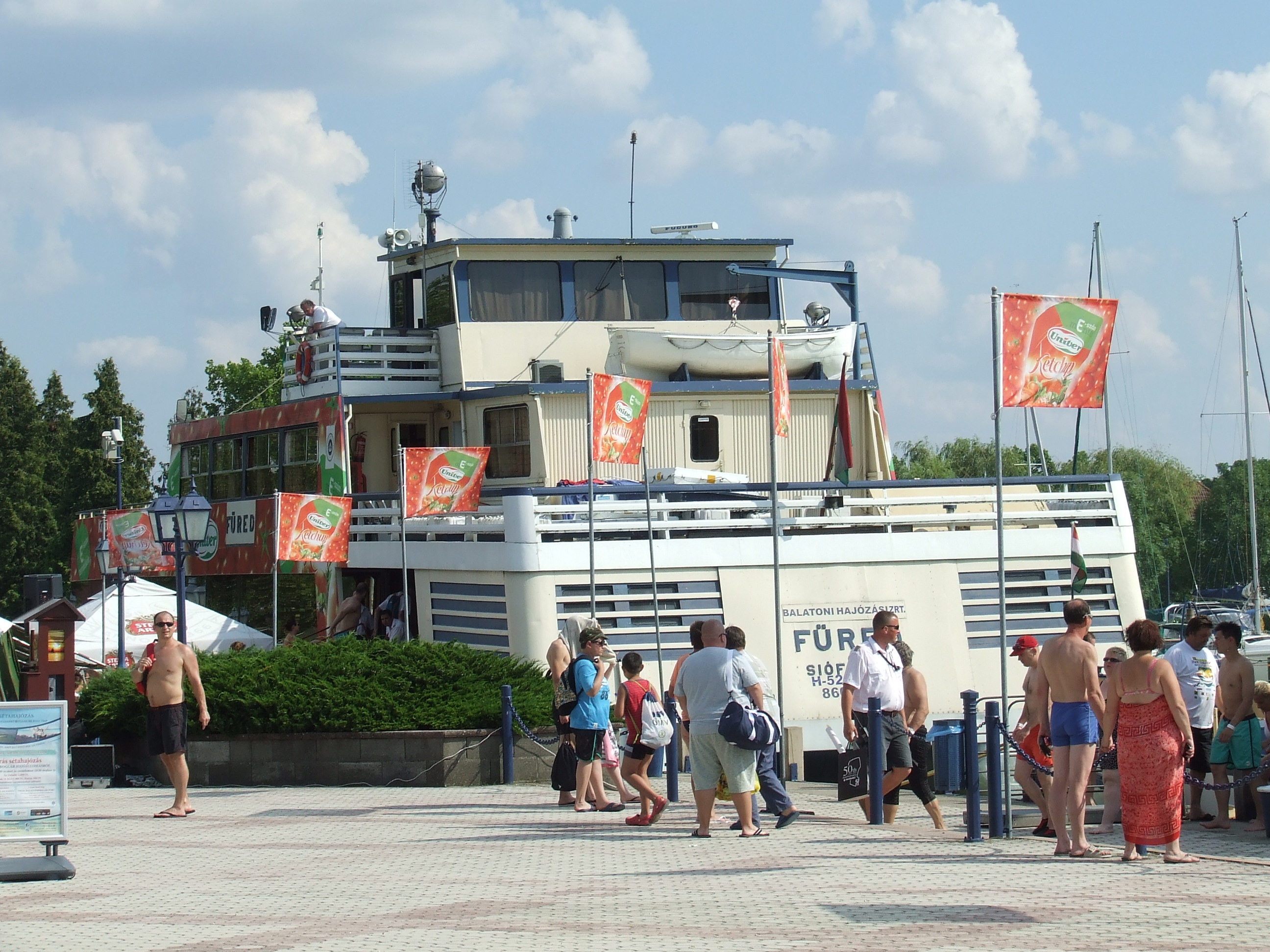
Az átúszókat visszaszállító Füred nevű komp Balatonbogláron
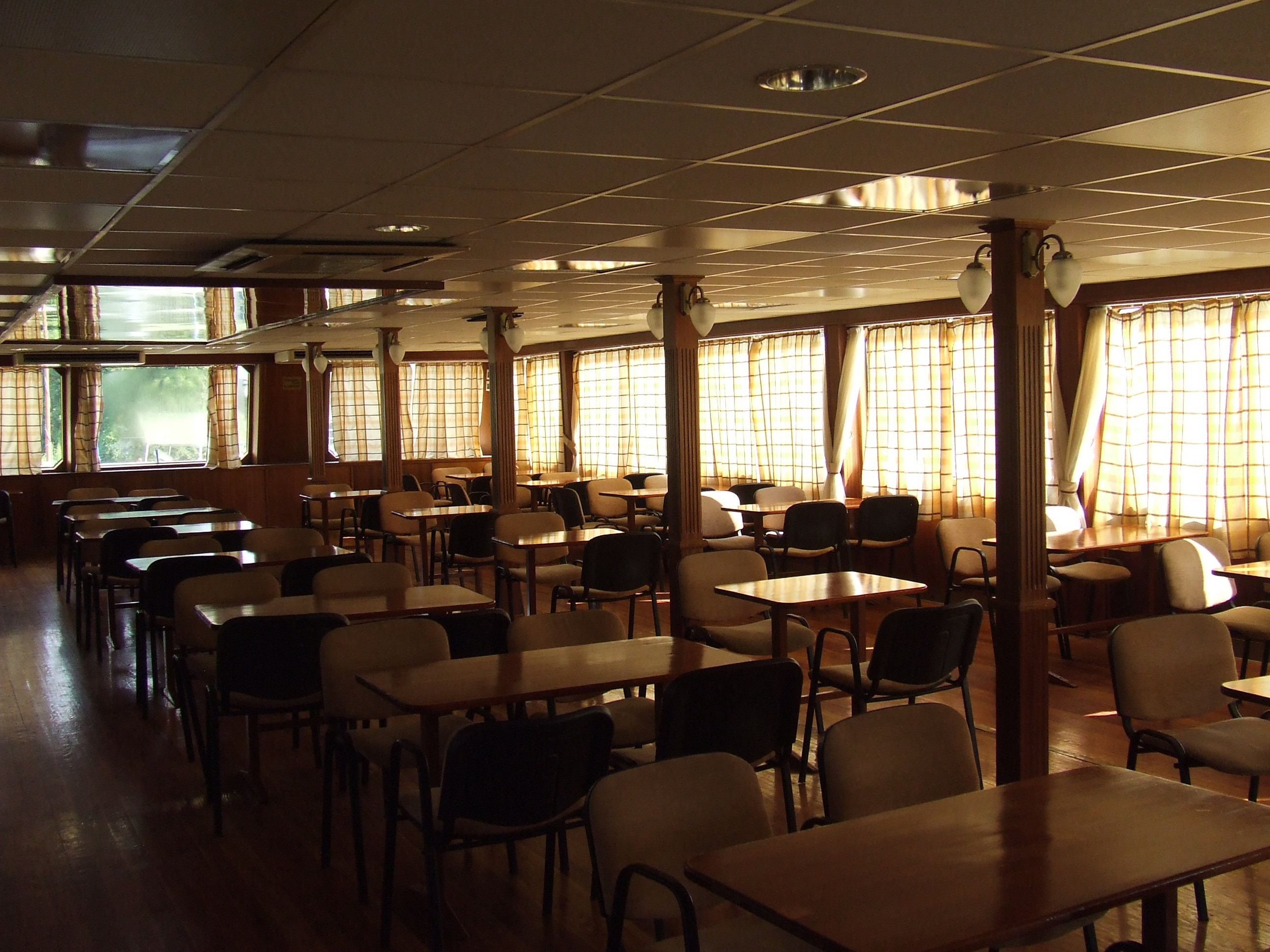
A Füred komp belülről
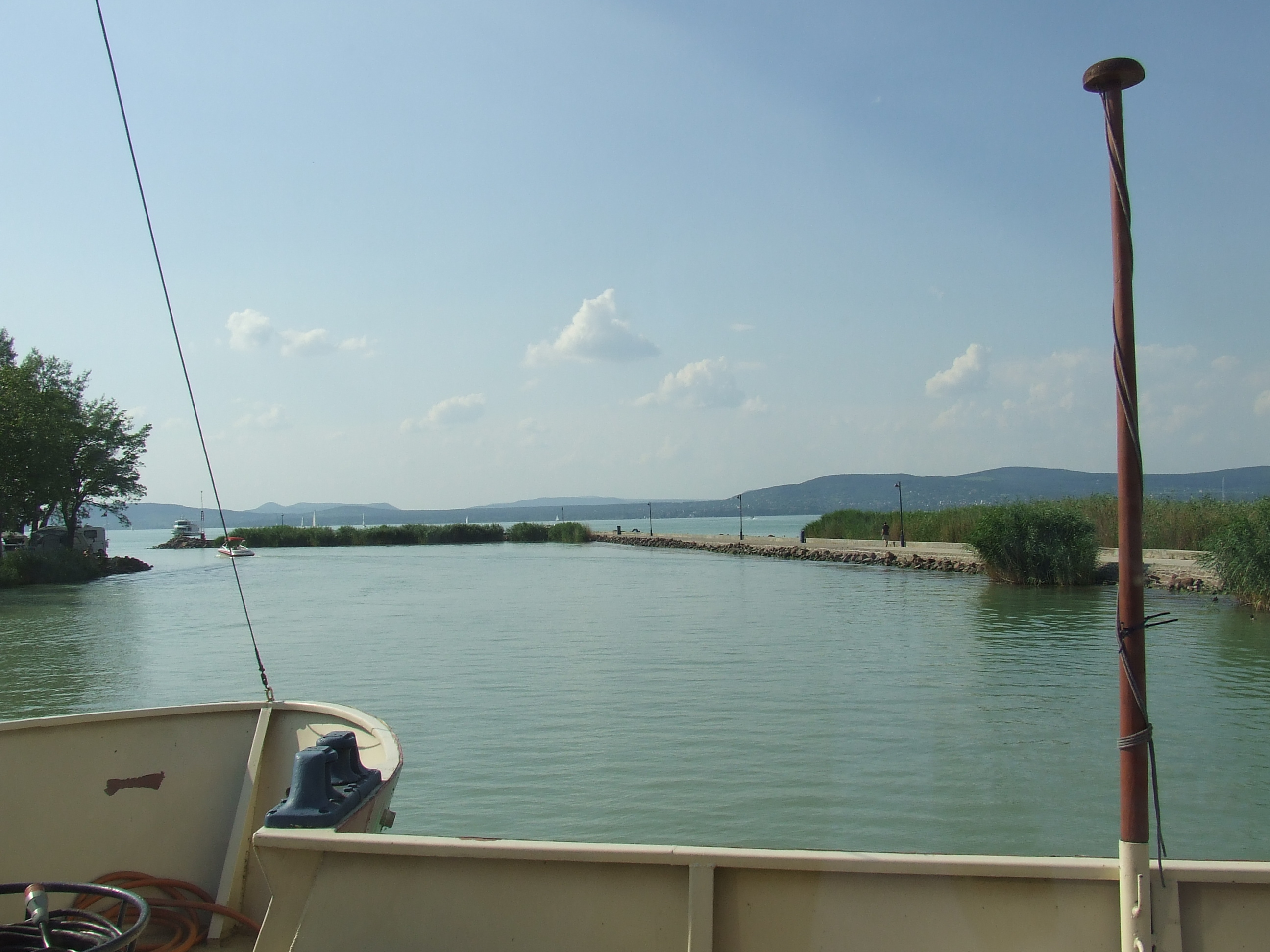
Visszaindulás Balatonboglárról a komppal
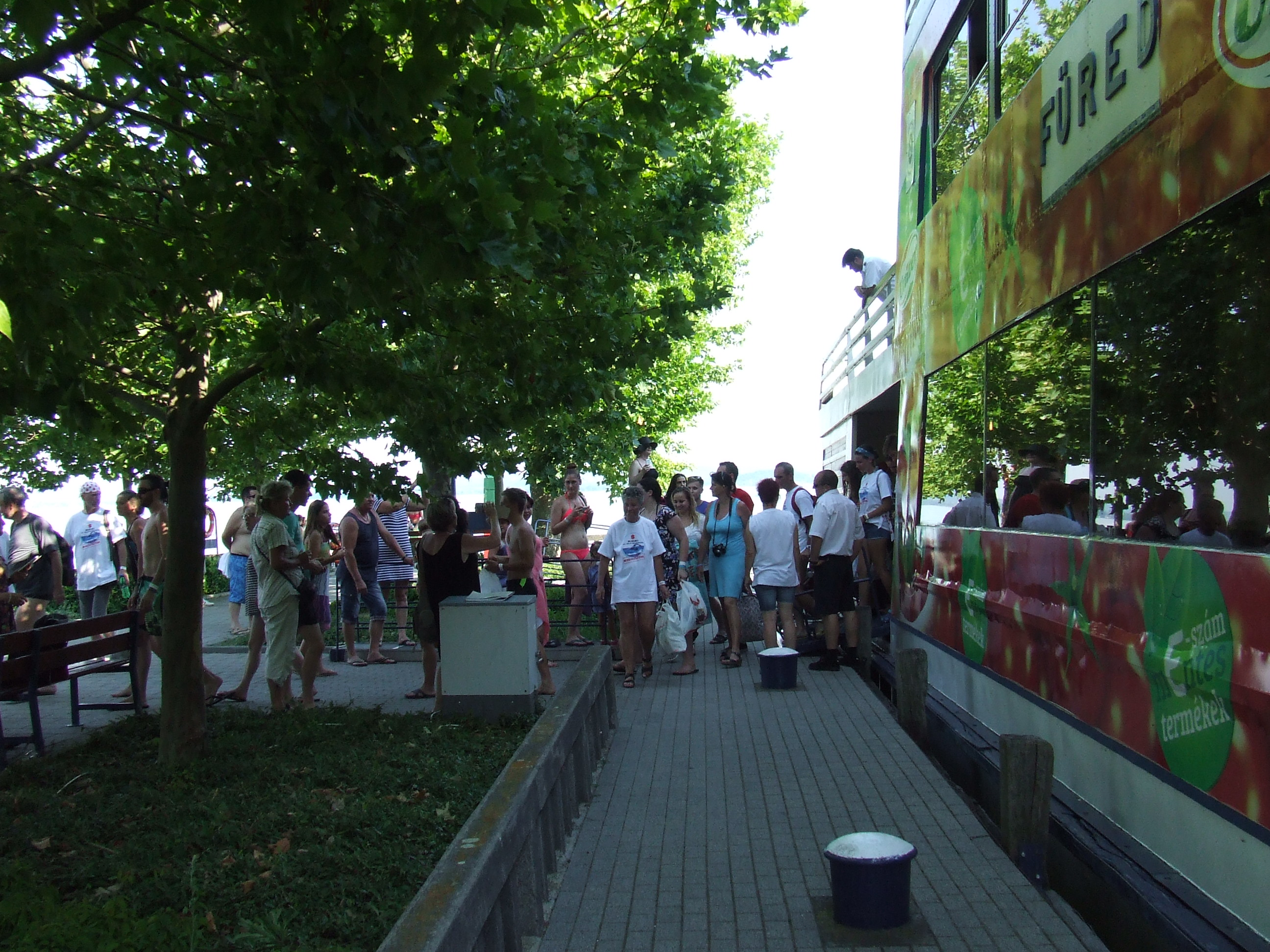
Visszaérkezés Révfülöpre
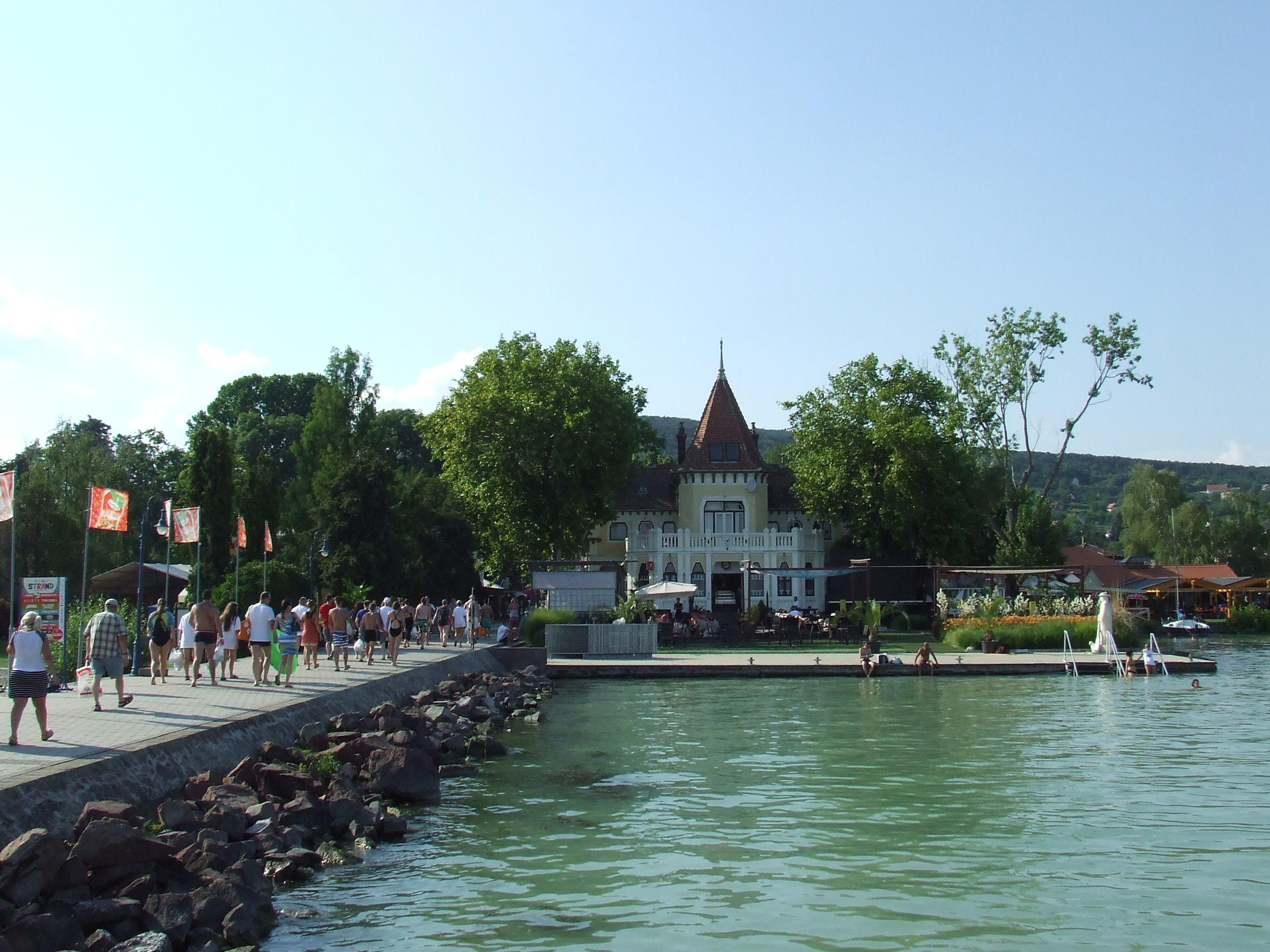
A révfülöpi kikötő mólója
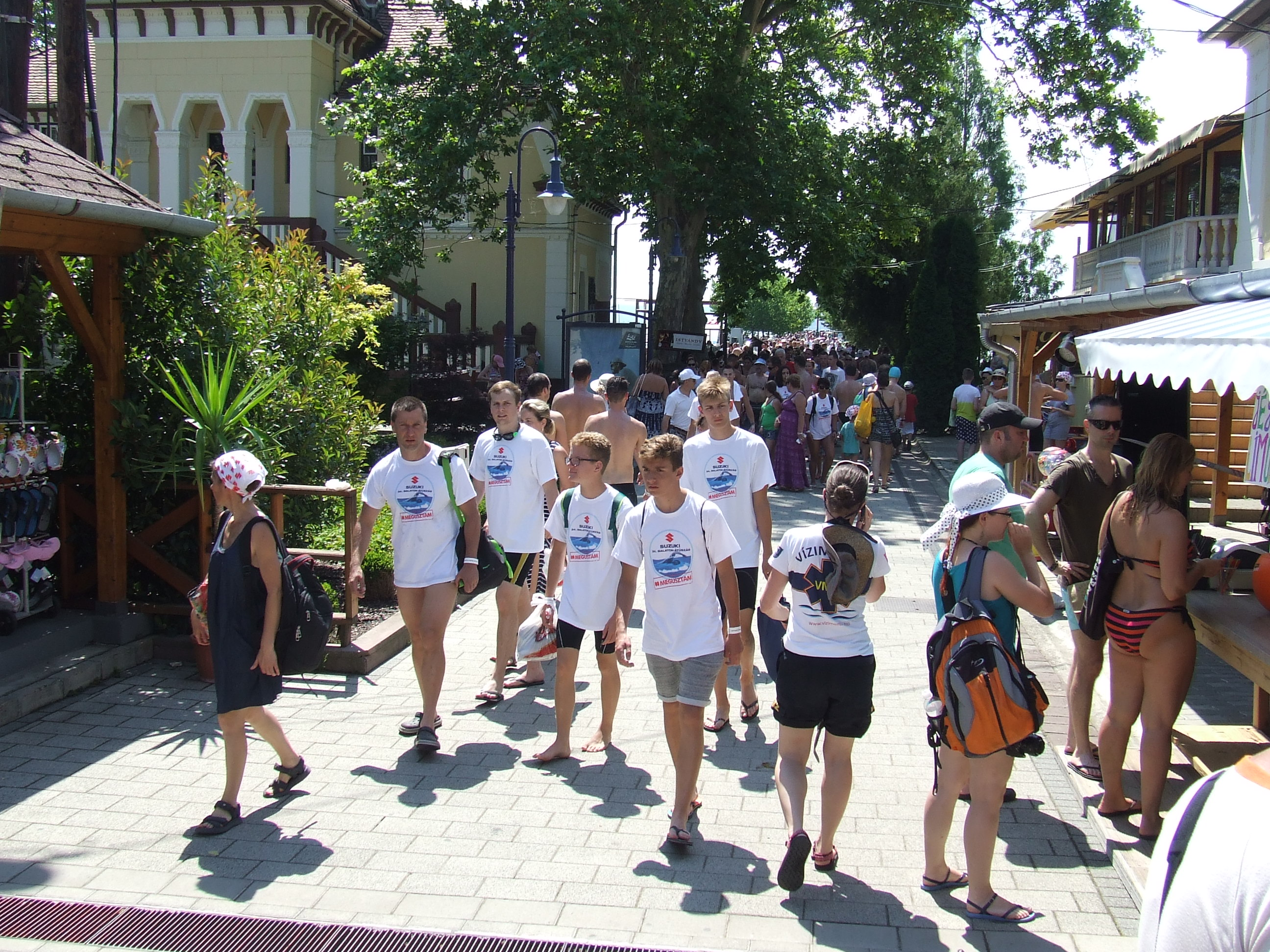
Visszaérkező átúszók a révfülöpi mólón